# Leila Meschi
Leila Meschi (georgiska: ლეილა მესხი), född den 4 januari 1968 i Tbilisi, är en sovjetisk och därefter georgisk tennisspelare.
Hon tog OS-brons i damernas dubbelturnering i samband med de olympiska tennisturneringarna 1992 i Barcelona.